# ميجار

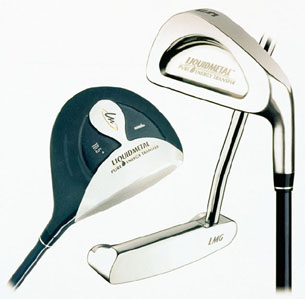
.بعض المياجير.

المياجير هي مضَارِب كرة الغولف وهو 3 اصناف:
- خشب كان ذا رأس من الخشب ثم صار من التيتانيوم أو من المواد المركبة ويستعمل في المساحات الواسعة
- حديد ذو رأس من فولاذ
- بّْوتَرْ(بالإنجليزية: Putter)‏ ويستعمل في المساحات الصغيرة.[1][2][3]